# Grand Prix automobile du Mexique 2015
GP précédent GP suivant
Le Grand Prix automobile du Mexique 2015 (2015 Formula 1 Gran Premio de México 2015), disputé le 1er novembre 2015 sur l'Autódromo Hermanos Rodríguez de Mexico, est la 933e épreuve du championnat du monde de Formule 1 courue depuis 1950. Il s'agit de la seizième édition du Grand Prix du Mexique comptant pour le championnat du monde de Formule 1 courue sur le même circuit et de la dix-septième manche du championnat 2015.
L'Autódromo Hermanos Rodríguez a accueilli le Grand Prix du Mexique de Formule 1 de 1963 à 1970 puis de 1986 à 1992. Il revient au calendrier vingt-trois ans après la dernière édition, remportée par Nigel Mansell sur Williams-Renault. Le circuit a été réaménagé et mis aux normes (voie des stands et garages, paddock, nouvelle tour de contrôle...) et la piste, modifiée sous la houlette de l'architecte des circuits Hermann Tilke, comprend notamment une nouvelle zone de virages ; son développement passe de 4,421 km à 4,304 km. Les organisateurs ont décidé de renommer le virage no 14, « virage Nigel Mansell » en l'honneur du dernier vainqueur de l'épreuve sur l'ancien tracé,.
Sur le nouveau tracé mexicain, le duel entre Nico Rosberg et Lewis Hamilton tourne pour la cinquième fois de la saison à l'avantage du pilote allemand qui réalise la vingtième pole position de sa carrière, sa quatrième consécutive. Son coéquipier champion du monde 2015, devancé de moins de deux dixièmes de seconde, complète une quatorzième première ligne entièrement aux couleurs des Flèches d'Argent cette année. Sebastian Vettel obtient le troisième temps accompagné par Daniil Kvyat, plus rapide seulement d'un millième de seconde que son coéquipier Daniel Ricciardo qui part en troisième ligne, aux côtés de Valtteri Bottas. Felipe Massa et Max Verstappen sont en quatrième ligne. 
Nico Rosberg remporte la douzième victoire de sa carrière, sa quatrième cette saison, la première depuis le Grand Prix d'Autriche, le 21 juin. En tête dès le premier virage, il ne laisse le commandement à son coéquipier que lors de ses deux arrêts au stand et réalise, devant près de 120 000 spectateurs, le premier hat-trick de sa carrière. Lewis Hamilton, deuxième, permet à Mercedes d'obtenir son dixième doublé de la saison, à une unité de son propre record. Valtteri Bottas prend le meilleur sur les Red Bull de Daniil Kvyat et Daniel Ricciardo pour accompagner les pilotes de l'écurie championne du monde sur le podium. Felipe Massa se classe sixième devant les deux Force India de Nico Hülkenberg et Sergio Pérez qui prend quatre points devant son public. Max Verstappen et Romain Grosjean s'adjugent les derniers points en jeu. Aucune Ferrari n'est classée à l'arrivée pour la première fois en dix saisons de Formule 1 : Kimi Räikkönen abandonne sur un bris de suspension arrière après un accrochage avec Bottas et Sebastian Vettel vit une course difficile puisqu'il est victime d'une crevaison dès le départ après un contact avec Ricciardo qui le relègue en dernière position, part en tête-à-queue dans le dix-huitième tour alors qu'il remontait dans le classement et finit par tirer tout droit dans le muret de protections au cinquantième tour. 
Lewis Hamilton mène désormais avec 345 points devant Rosberg  qui, avec 272 points, repasse devant Sebastian Vettel (251 points). Valtteri Bottas (126 points) prend l'avantage sur Kimi Räikkönen resté à 123 points) ; suivent Felipe Massa (117 points), Daniil Kvyat (88 points), Daniel Ricciardo (84 points) et Sergio Pérez (68 points). Mercedes, avec 617 points, augmente son avance sur Ferrari (374 points) et Williams (243 points) ; suivent Red Bull Racing (172 points), Force India (112 points) et Lotus (71 points). La Scuderia Toro Rosso, avec 65 points, précède Sauber (36 points) et McLaren (27 points). Manor Marussia n'a pas encore inscrit de point.

## Essais libres

### Première séance, le vendredi de 10 h à 11 h 30
| Pos. | Pilote           | Voiture            | Chrono         | Écart     |
| ---- | ---------------- | ------------------ | -------------- | --------- |
| 1    | Max Verstappen   | Toro Rosso-Renault | 1 min 25 s 990 |           |
| 2    | Daniil Kvyat     | Red Bull-Renault   | 1 min 26 s 295 | + 0 s 305 |
| 3    | Kimi Räikkönen   | Ferrari            | 1 min 26 s 295 | + 0 s 305 |
| 4    | Sebastian Vettel | Ferrari            | 1 min 26 s 886 | + 1 s 896 |
| 5    | Daniel Ricciardo | Red Bull-Renault   | 1 min 27 s 185 | + 1 s 195 |
| 6    | Nico Rosberg     | Mercedes           | 1 min 27 s 196 | + 1s 206  |

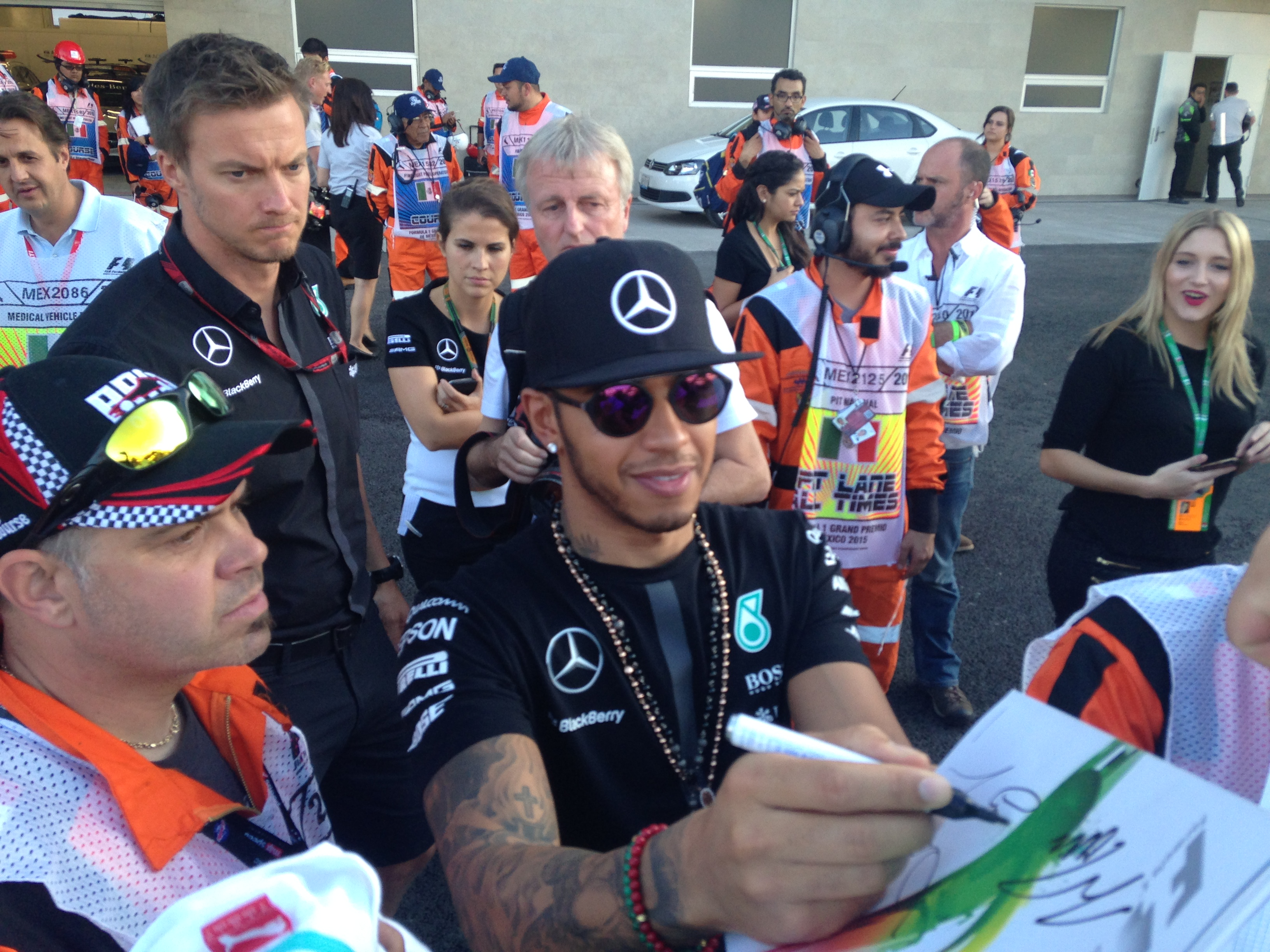
Lewis Hamilton au Grand Prix du Mexique 2015.

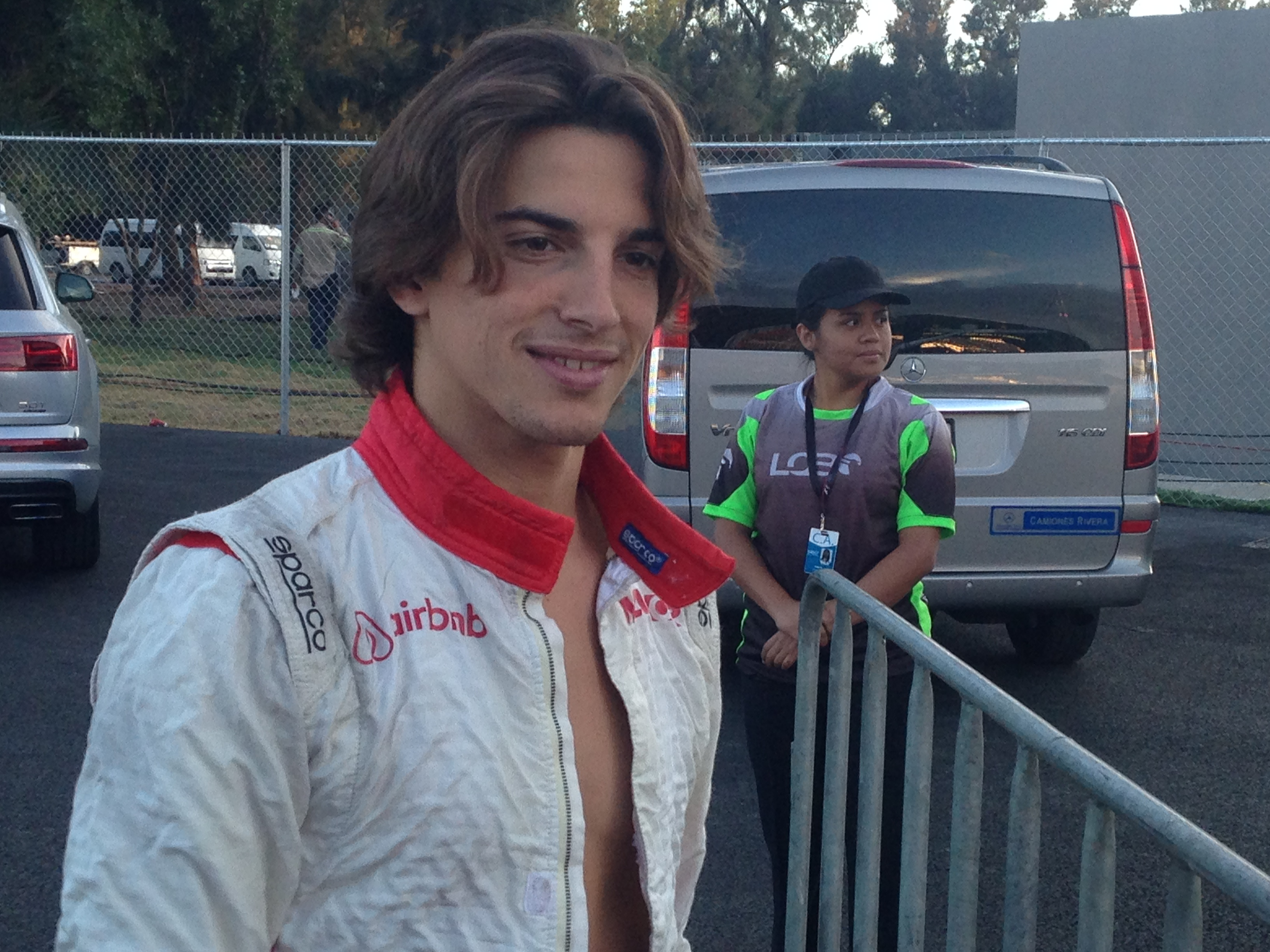
Roberto Mehri au Grand Prix du Mexique 2015.

S'il ne pleut plus, c'est toutefois sur une piste légèrement humide que commence la première séance d’essais libres du Grand Prix du Mexique, avec une température de 19 °C dans l'air et une piste à 22 °C. Les pilotes s'élancent tous en pneus intermédiaires et, alors que de nombreuses petites erreurs sont commises à cause d'un asphalte neuf très glissant notamment à la sortie du virage no 10, Kimi Räikkönen fixe le temps de référence en 1 min 37 s 169,,.
Max Verstappen améliore, en 1 min 35 s 283, puis est battu par son coéquipier Carlos Sainz Jr., en 1 min 33 s 095, juste avant que certains ne chaussent les pneumatiques pour piste sèche. Ainsi équipé, Valtteri Bottas, avec son train de pneus réservé à la première demi-heure de la séance, tourne en 1 min 32 s 489 et améliore sur sa lancée en 1 min 31 s 868 puis 1 min 30 s 678. Alors que Nico Hülkenberg est bloqué dans son stand à cause d'un problème de direction, Daniel Ricciardo se place en tête du classement en 1 min 30 s 577 puis améliore en 1 min 29 s 502,,.
Après une demi-heure de roulage, tous les pilotes chaussent les pneus durs pour le sec car la piste monte en température. Valtteri Bottas est chronométré à 353 km/h en bout de ligne droite. Jenson Button rentre au stand à cause d'un souci technique après seulement neuf tours au moment où, à la sortie du stadium, Felipe Nasr part en tête-à-queue avec sa Sauber C34, sans heurter le mur. Jolyon Palmer passe en tête en 1 min 29 s 163 mais s'incline face à Nico Rosberg (1 min 28 s 399 puis 1 min 28 s 331) et Valtteri Bottas (1 min 27 s 708). Nico Rosberg, dont les freins semblent à la limite, bloque ses roues et s'arrête peu avant de taper le mur ; il rejoint les stands avec ses freins en feu non sans avoir, entretemps, repris la main en 1 min 27 s 226,,.
À une demi-heure du terme, Daniil Kvyat, au volant de sa Red Bull RB11 boucle un tour en 1 min 27 s 181 et améliore sur sa lancée en 1 min 26 s 663 puis 1 min 26 s 295 alors que Lewis Hamilton est chronométré à 362 km/h. Malgré une piste désormais totalement sèche, Fernando Alonso repasse un train de pneus intermédiaires pour ne pas entamer son quota de pneus pour le sec (ses mécaniciens ayant décelé une coupure anormale sur un de ses pneumatiques) et accumuler les kilomètres avec la dernière spécification du nouveau bloc V6 Honda. En fin de séance, alors que les pilotes bouclent de longs relais pour préparer la course, Max Verstappen prend la tête en 1 min 25 s 990, en coupant un virage sans éveiller le soupçon des commissaires peu attentifs,,.
- Jolyon Palmer, pilote essayeur chez Lotus F1 Team, remplace Romain Grosjean lors de cette séance d'essais.

### Deuxième séance, le vendredi de 14 h à 15 h 30
| Pos. | Pilote           | Voiture          | Chrono         | Écart     |
| ---- | ---------------- | ---------------- | -------------- | --------- |
| 1    | Nico Rosberg     | Mercedes         | 1 min 21 s 531 |           |
| 2    | Daniil Kvyat     | Red Bull-Renault | 1 min 21 s 776 | + 0 s 245 |
| 3    | Daniel Ricciardo | Red Bull-Renault | 1 min 21 s 868 | + 0 s 337 |
| 4    | Lewis Hamilton   | Mercedes         | 1 min 21 s 961 | + 0 s 430 |
| 5    | Sebastian Vettel | Ferrari          | 1 min 21 s 984 | + 0 s 453 |
| 6    | Kimi Räikkönen   | Ferrari          | 1 min 22 s 399 | + 0 s 868 |

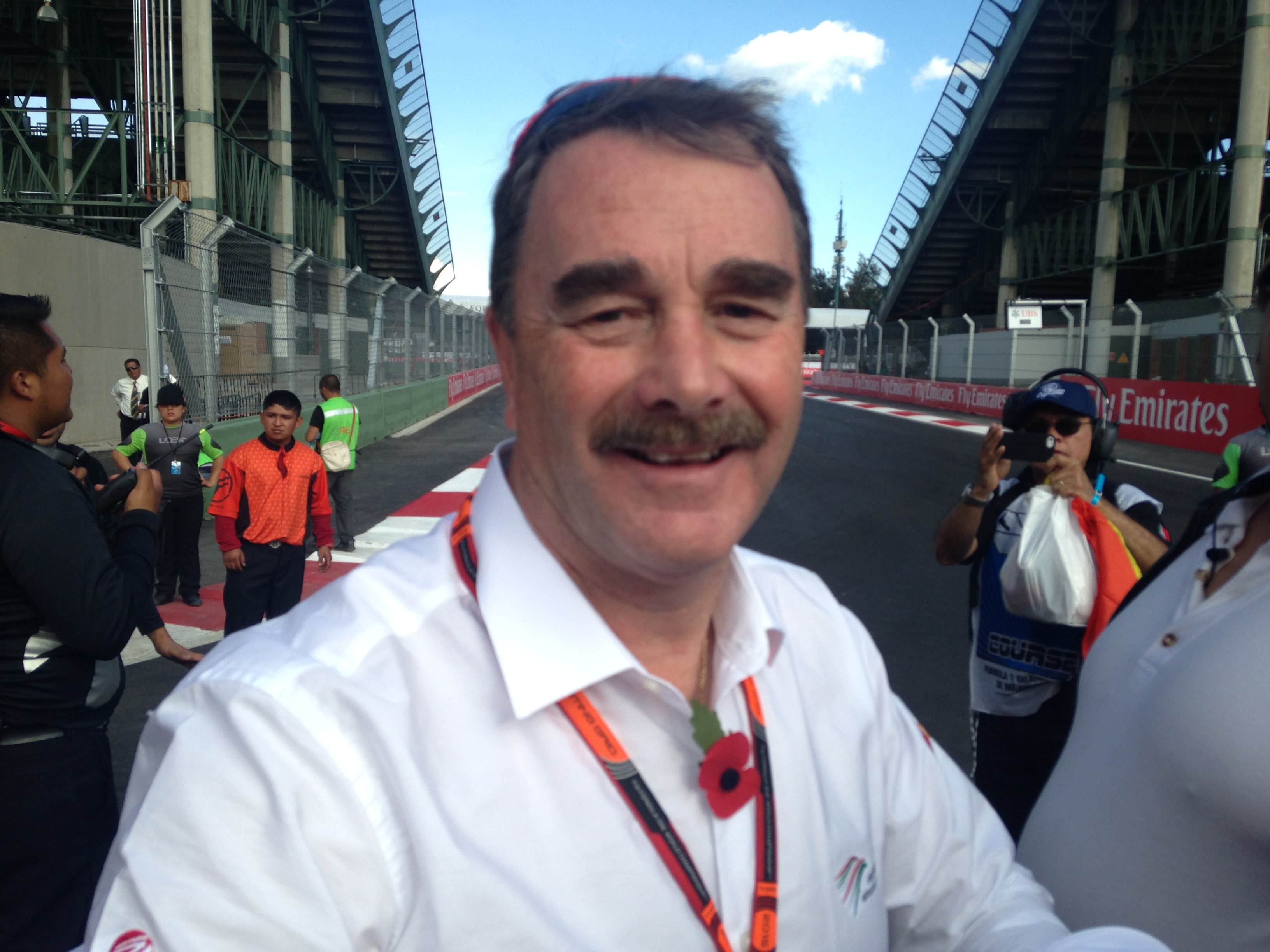
Nigel Mansell au Grand Prix du Mexique 2015 ; le virage no 14 du circuit porte désormais son nom.

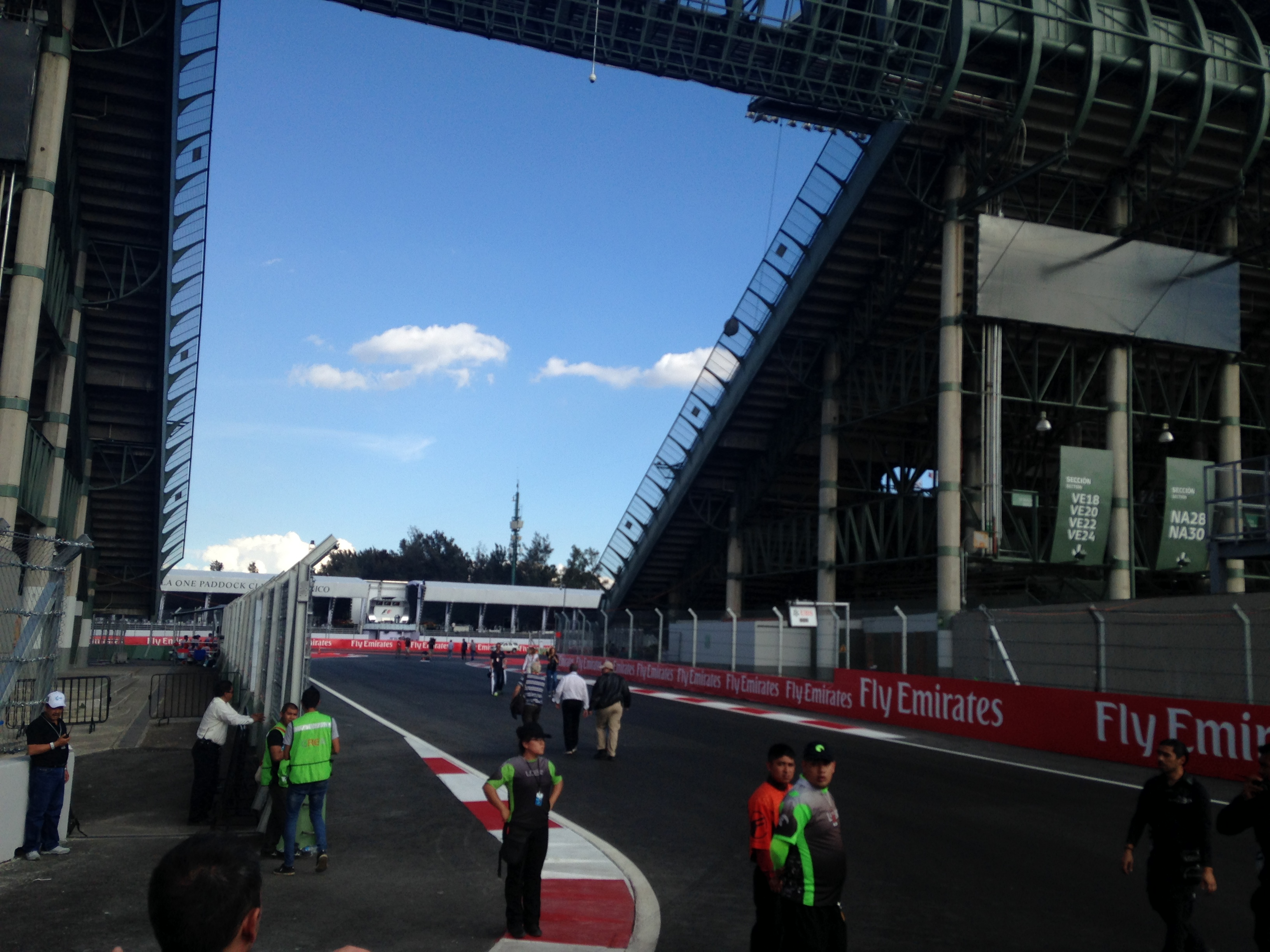
Le virage no 14, entre les tribunes. Face à elles, au fond de l'image : le podium

La deuxième séance d'essais libres du Grand Prix du Mexique commence sur une piste sèche mais sous un ciel menaçant. Les pilotes s'élancent les uns après les autres dès l'ouverture de la piste et Marcus Ericsson établit le premier tour chronométré, en 1 min 27 s 948. Kimi Räikkönen améliore immédiatement, en 1 min 25 s 820, juste avant que Max Verstappen  sorte de la piste et tape le mur du virage no 17, provoquant l'interruption de la séance. À la relance, quelques minutes plus tard, Fernando Alonso prend la tête du classement, en 1 min 25 s 582,,.
Sergio Pérez améliore en 1 min 25 s 564 mais sa performance est battue successivement par Valtteri Bottas (1 min 25 s 496), Nico Rosberg (1 min 25 s 189), Daniil Kvyat (1 min 24 s 720) et Sebastian Vettel (1 min 24 s 639). Bottas part à la faute à 350 km/h dans le premier virage et perd son aileron avant dans le contact avec le mur. Carlos Sainz Jr. fait un passage dans l'herbe au même endroit quelques instants plus tard alors que Lewis Hamilton prend la tête en 1 min 24 s 016 ; personne n'améliore cette performance avec les pneus les plus durs fournis par Pirelli,,.
Vettel fait un gros travers à l'entrée des stands et manque de peu de percuter le rail alors que quelques gouttes de pluie font leur apparition. Malgré cette légère averse de courte durée, Nico Hülkenberg, en pneus tendres, se place en tête, en 1 min 23 s 290 ; il devançant Sainz, Romain Grosjean et Pérez à la mi-séance. Rosberg améliore en 1 min 22 s 272, Hamilton tourne en 1 min 21 s 961 et l'Allemand riposte en 1 min 21 s 531 ; les Ferrari sont juste derrière, avec Vettel à moins d'une demi-seconde devant Kimi Räikkönen qui précède son compatriote Bottas, à plus d'une seconde de la référence de Rosberg, et Alonso,,.
Jenson Button peut enfin prendre la piste après le changement de moteur de sa McLaren MP4-30 entre les deux séances d'essais libres. Daniil Kvyat prend le second temps, en 1 min 21 s 776 et devance son coéquipier Daniel Ricciardo, qui tourne en 1 min 21 s 868. Les Red Bull précèdent Hamilton, Vettel et Räikkönen alors que Romain Grosjean, en proie à un problème technique, immobilise sa Lotus E23 Hybrid sur le bord de la piste, provoquant la neutralisation des essais sur drapeau rouge. À la relance, l'ensemble du plateau se concentre sur de longs relais et sur l'évaluation de la tenue des pneumatiques tendres et durs alors que les précipitations s'intensifient lors des dix dernières minutes, provoquant quelques sorties de piste, notamment un tout droit de Pastor Maldonado au premier virage,,.

### Troisième séance, le samedi de 10 h à 11 h
| Pos. | Pilote           | Voiture              | Chrono         | Écart     |
| ---- | ---------------- | -------------------- | -------------- | --------- |
| 1    | Nico Rosberg     | Mercedes             | 1 min 21 s 083 |           |
| 2    | Lewis Hamilton   | Mercedes             | 1 min 21 s 097 | + 0 s 014 |
| 3    | Daniel Ricciardo | Red Bull-Renault     | 1 min 21 s 201 | + 0 s 118 |
| 4    | Sebastian Vettel | Ferrari              | 1 min 21 s 294 | + 0 s 211 |
| 5    | Daniil Kvyat     | Red Bull-Renault     | 1 min 21 s 530 | + 0 s 447 |
| 6    | Sergio Pérez     | Force India-Mercedes | 1 min 21 s 603 | + 0 s 520 |

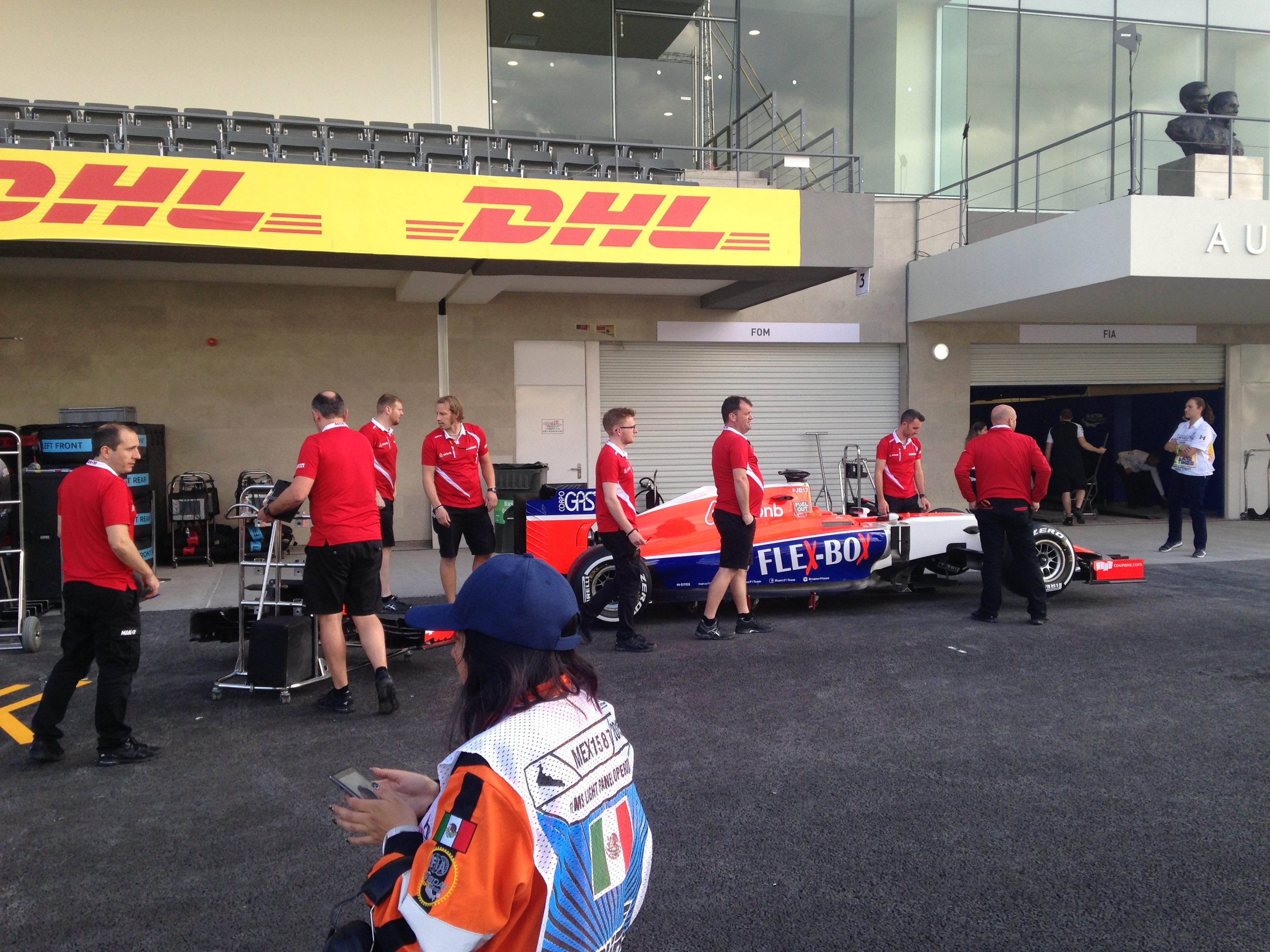
Une Manor Marussia dans la voie des stands du circuit.

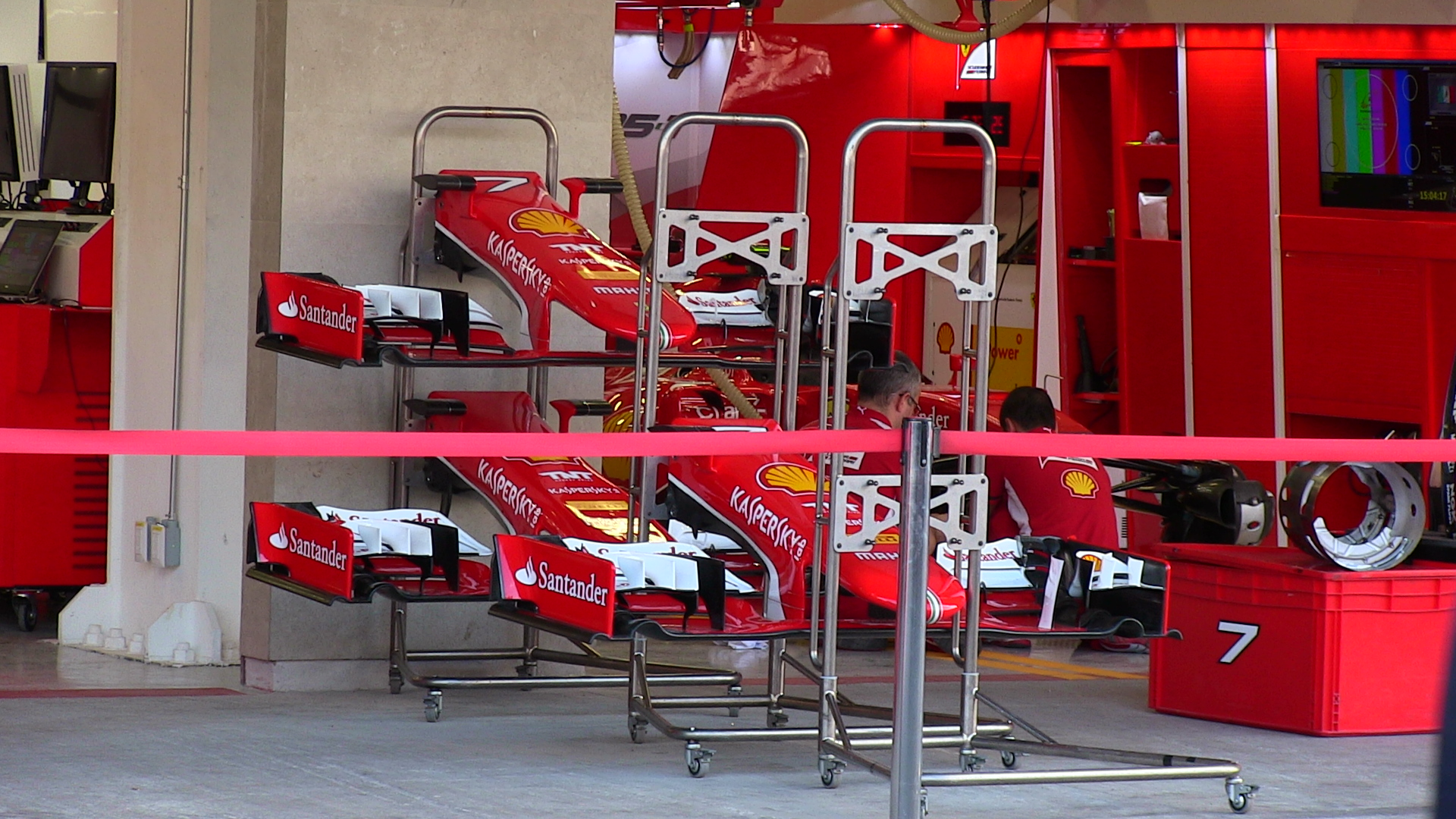
Le stand Ferrari du circuit de Mexico.

La dernière séance d'essais libres débute sur une piste sèche et sous le soleil ; Max Verstappen, dont la Toro Rosso STR10 a dû être réparée après sa sortie de piste lors de la session précédente, établit le temps de référence en 1 min 27 s 592,,.
Son coéquipier Carlos Sainz Jr. prend un temps la tête, en 1 min 27 s 183, mais Verstappen réplique en 1 min 26 s 218. Felipe Massa améliore en 1 min 25 s 410 mais voit le régional de l'étape, Sergio Pérez, tourner en 1 min 25 s 360. Le Brésilien reprend la main en deux temps (1 min 25 s 265 puis 1 min 23 s 803) mais Nico Hülkenberg passe en tête, en 1 min 23 s 506, peu avant que Kimi Räikkönen range, à la demande de ses ingénieurs, sa Ferrari SF15-T fumante sur le bord de la piste,,.
Daniil Kvyat, très à l'aise dans les deux derniers secteurs du tour, tourne en 1 min 23 s 029 et améliore sur sa lancée, en 1 min 22 s 955. Son coéquipier Daniel Ricciardo le relaie en tête en 1 min 22 s 909 puis, après un intermède Massa (1 min 22 s 729), en 1 min 22 s 502, tandis que Kvyat part en tête-à-queue dans le virage no 8. Dans les vingt-cinq dernières minutes, les pilotes passent progressivement aux pneus les plus tendres proposées par Pirelli. Sebastian Vettel sort largement au-delà des limites de la piste à plusieurs reprises dans le freinage du virage no 13 avant de réussir un tour en 1 min 21 s 871,,.
Daniel Ricciardo interrompt sa session à la demande de son équipe qui souhaite intervenir sur sa suspension avant en dépit d'un rythme satisfaisant. Lewis Hamilton, toujours en pneus durs, annonce qu'il lui est « vraiment difficile de garder les pneus dans la bonne fenêtre » ; pour autant, il améliore le temps de Vettel de quelques millièmes de seconde (1 min 21 s 840). Nico Rosberg prend ensuite le commandement de la séance, en 1 min 21 s 205 puis 1 min 21 s 083. Lewis Hamilton chausse à son tour les pneus tendres mais doit se contenter de la deuxième place, en 1 min 21 s 097, devant Daniel Ricciardo, en 1 min 21 s 201,,.

## Séance de qualifications

### Résultats des qualifications

#### Session Q1

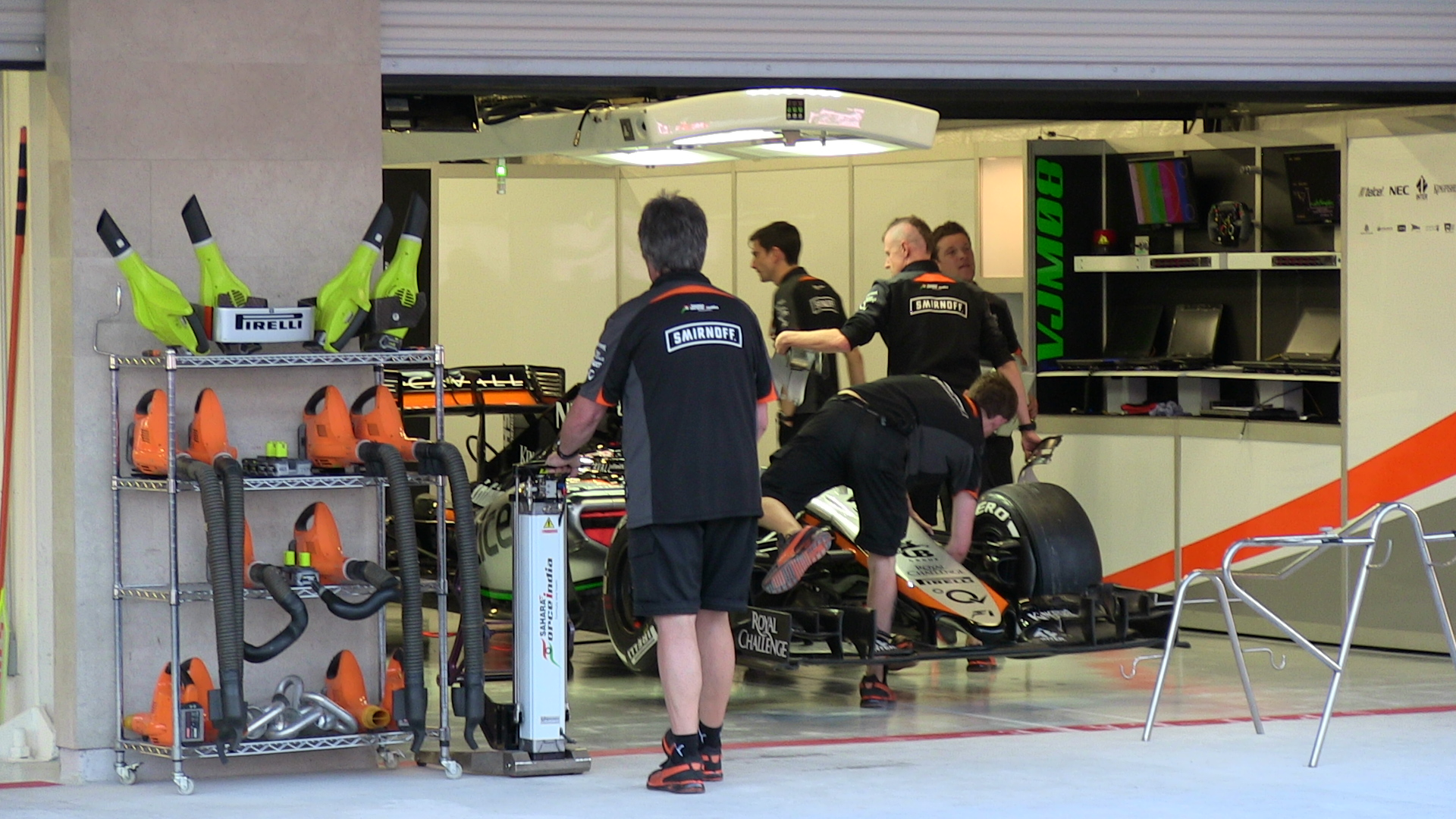
Le stand Force India du circuit de Mexico.

Si le ciel reste couvert, il ne pleut pas à quelques minutes du lancement de la séance de qualification du Grand Prix du Mexique. Jenson Button ne participe pas à cette session car ses mécaniciens ne sont toujours pas parvenus à régler son problème moteur survenu lors de la dernière séance d'essais libres ; déjà pénalisé d'un recul de 50 places sur la grille après un double changement de moteur, il n'a de toute façon rien à attendre de ces qualifications. Son coéquipier Fernando Alonso est également pénalisé de 25 places de recul à la suite de plusieurs changements sur son bloc moteur. Kimi Räikkönen, victime d'un problème d’unité de puissance, évite une pénalité d'un recul de 10 places après l'intervention de ses mécaniciens sur le moteur mais écope de même 5 places de pénalité à cause de modifications apportées à sa boîte de vitesses,,.
Alors que Sergio Pérez est ovationné dans le stadium lors de son tour d'installation, Lewis Hamilton et Nico Rosberg sont déjà en train de boucler leurs premiers tours lancés et Hamilton fixe le temps de référence en 1 min 20 s 808 avec des pneus les plus durs proposés par Pirelli,,.
Les pilotes Mercedes sont les seuls à avoir chaussé les pneus durs, l'ensemble de leurs rivaux préférant utiliser les tendres qui offrent plus d'adhérence. Sebastian Vettel prend la première place, en 1 min 20 s 503, alors que Romain Grosjean, bien qu'il donne son maximum en escaladant les vibreurs pour éviter une élimination précoce, ne réalise que le quinzième temps. Tous les pilotes menacés d'élimination améliorent leurs performances au fil des tours tandis qu'en tête de classement Rosberg récupère le meilleur temps, en 1 min 20 s 436. Finalement, les cinq pilotes éliminés sont Button (non-partant) et son coéquipier Alonso, Will Stevens et son coéquipier Alexander Rossi et Felipe Nasr,,.

#### Session Q2

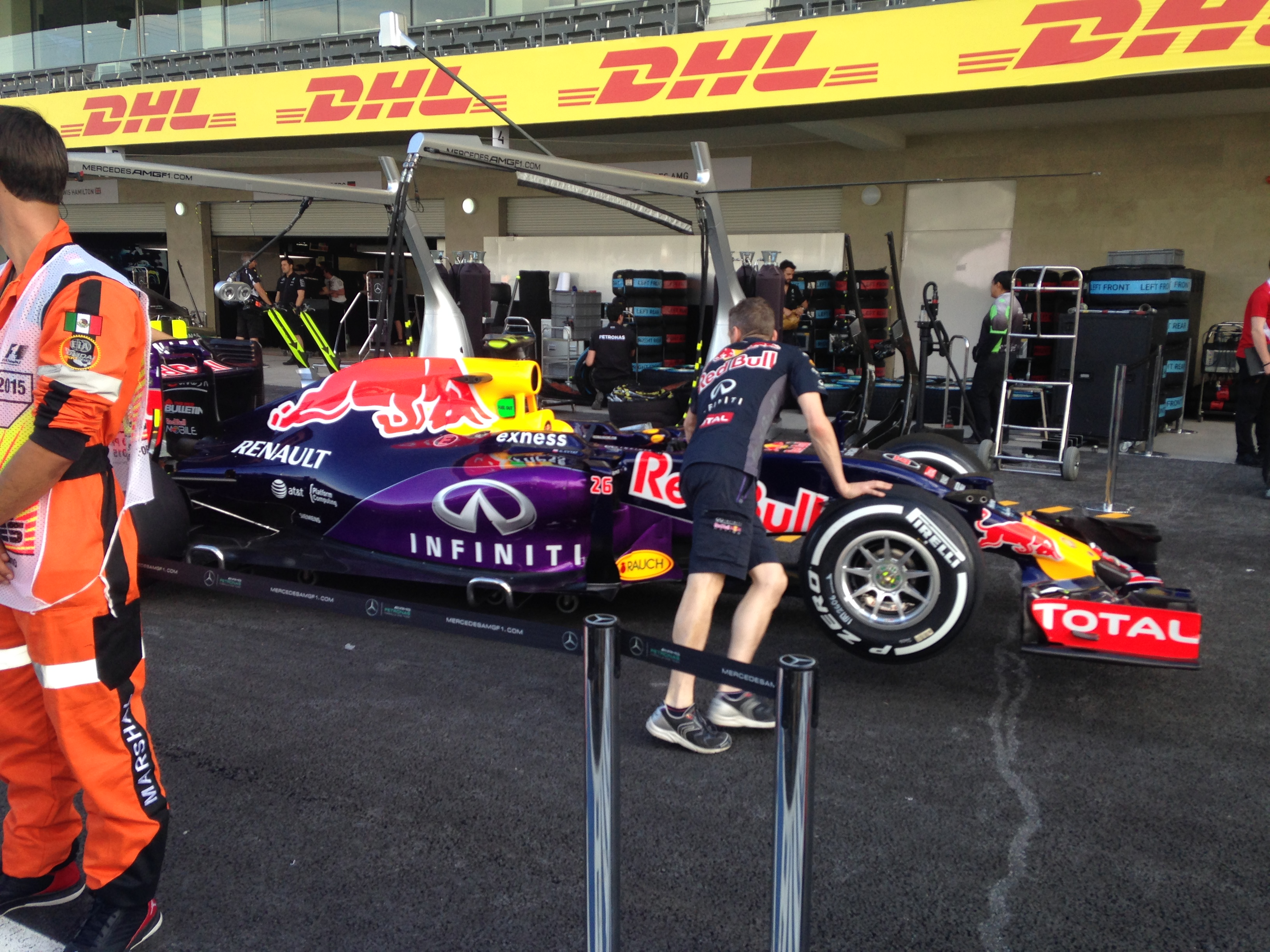
La Red Bull RB11 de Kvyat dans la voie des stands du circuit de Mexico.

Comme lors de la phase précédente, les pilotes Mercedes sont les premiers en piste. Lewis Hamilton fixe le temps de référence en 1 min 19 s 829 et, à l'issue des premières tentatives de ses rivaux, précède son coéquipier Nico Rosberg, Daniil Kvyat et Daniel Ricciardo ; les pilotes Red Bull Racing sont toutefois relégués à près d'une seconde. Seul Kimi Räikkönen, pénalisé d'un recul de 5 places places sur la grille, tente d'économiser un train de pneus tendres en s'élançant en pneus durs ; en délicatesse avec ses freins, il est victime d'un tête-à-queue et rentre au stand en dernière position, pour passer les pneus tendres,,.
Alors que la piste, toujours très glissante, engendre de nombreuses fautes de pilotage, notamment de violents blocages de roues, les écarts se resserrent derrière les intouchables Mercedes. Les Red Bull RB11, Williams FW37et Force India VJM08B se tiennent ainsi en 150 millièmes de seconde. Kvyat réduit un peu son retard sur Rosberg grâce à la bonne tenue de son châssis dans les secteurs 2 et 3. Sergio Pérez, devant une foule toute acquise à sa cause, conserve sa sixième position, avec une demi-seconde d'avance sur son coéquipier Nico Hülkenberg,,.
À deux minutes de la fin de la séance, une légère pluie fait son apparition à plusieurs endroits du circuit, empêchant les pilotes en difficulté d'améliorer leur performance. Seuls Max Verstappen et Felipe Massa améliorent in extremis tandis que Carlos Sainz Jr. échoue pour 7 millièmes de seconde. Il est éliminé en compagnie de Raïkkönen, Marcus Ericsson, Pastor Maldonado et son coéquipier Romain Grosjean,,.

#### Session Q3

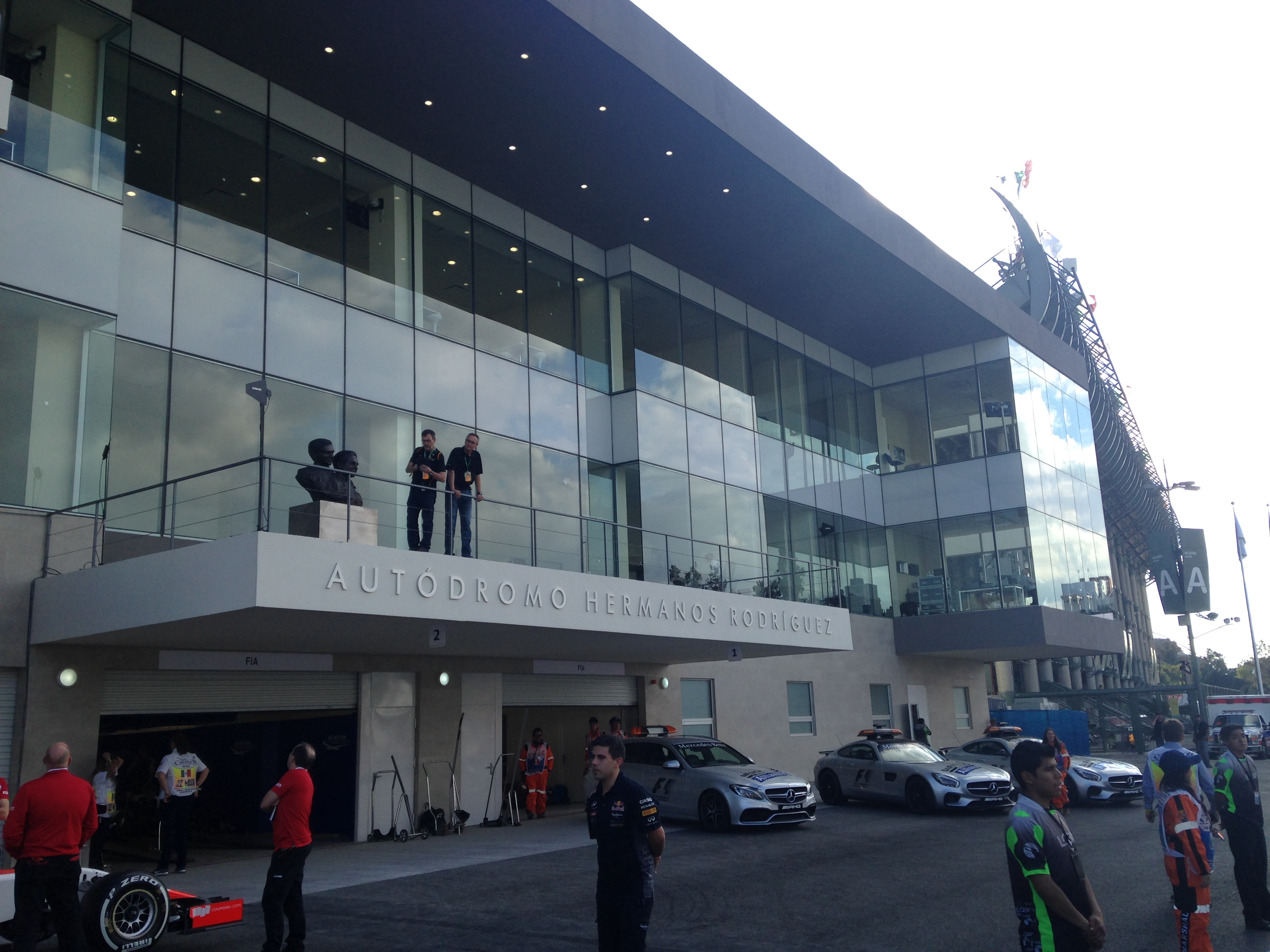
Les nouveaux bâtiments du circuit de Mexico.

Si Lewis Hamilton, qui a bloqué ses roues à l'entrée du stadium, réalise le temps de référence en 1 min 20 s 120, son coéquipier améliore immédiatement en 1 min 19 s 690. Les Mercedes devancent les Red Bull Racing , les Williams F1 Team et Sebastian Vettel. Les Force India VJM08B de Sergio Pérez et Nico Hülkenberg sont toujours dans leur garage quand Hamilton reprend la main, en 1 min 19 s 668. Rosberg réplique en 1 min 19 s 480 tandis que Vettel prend la troisième position, en 1 min 19 s 850, loin devant ses rivaux,,.
À cinq minutes du drapeau à damier, les pilotes Mercedes rentrent aux stands pour chausser des pneus neufs, imités par les autres concurrents. Daniel Ricciardo est alors relégué à la huitième place et doit hausser son rythme pour revenir au niveau de son coéquipier Kvyat. Sous un tonnerre d'applaudissements, Pérez prend la piste dans les deux dernières minutes pour une unique tentative, suivi de son coéquipier ; s'il réalise le neuvième temps, juste devant Hülkenberg, il reste derrière Max Verstappen, Valtteri Bottas et Felipe Massa. Ricciardo, en tournant en 1 min 20 s 399, remonte à la cinquième place, à 1 millième de seconde de son coéquipier. Hamilton ne parvient pas à battre son coéquipier qui réalise donc sa quatrième position de tête consécutive ; Vettel conserve sa troisième place,,.

### Grille de départ
| Pos.                                                                                      | Pilote           | Écurie                 | Qualifications 1 | Qualifications 2 | Qualifications 3 |
| ----------------------------------------------------------------------------------------- | ---------------- | ---------------------- | ---------------- | ---------------- | ---------------- |
| 1                                                                                         | Nico Rosberg     | Mercedes               | 1 min 20 s 436   | 1 min 20 s 053   | 1 min 19 s 480   |
| 2                                                                                         | Lewis Hamilton   | Mercedes               | 1 min 20 s 808   | 1 min 19 s 829   | 1 min 19 s 668   |
| 3                                                                                         | Sebastian Vettel | Ferrari                | 1 min 20 s 503   | 1 min 20 s 045   | 1 min 19 s 850   |
| 4                                                                                         | Daniil Kvyat     | Red Bull-Renault       | 1 min 20 s 826   | 1 min 20 s 490   | 1 min 20 s 398   |
| 5                                                                                         | Daniel Ricciardo | Red Bull-Renault       | 1 min 21 s 166   | 1 min 20 s 783   | 1 min 20 s 399   |
| 6                                                                                         | Valtteri Bottas  | Williams-Mercedes      | 1 min 20 s 817   | 1 min 20 s 458   | 1 min 20 s 448   |
| 7                                                                                         | Felipe Massa     | Williams-Mercedes      | 1 min 21 s 379   | 1 min 20 s 642   | 1 min 20 s 567   |
| 8                                                                                         | Max Verstappen   | Toro Rosso-Renault     | 1 min 20 s 995   | 1 min 20 s 894   | 1 min 20 s 710   |
| 9                                                                                         | Sergio Pérez     | Force India-Mercedes   | 1 min 20 s 966   | 1 min 20 s 669   | 1 min 20 s 716   |
| 10                                                                                        | Nico Hülkenberg  | Force India-Mercedes   | 1 min 21 s 315   | 1 min 20 s 935   | 1 min 20 s 788   |
| 11                                                                                        | Carlos Sainz Jr. | Toro Rosso-Renault     | 1 min 20 s 960   | 1 min 20 s 942   |                  |
| 12                                                                                        | Romain Grosjean  | Lotus-Mercedes         | 1 min 21 s 577   | 1 min 21 s 038   |                  |
| 13                                                                                        | Pastor Maldonado | Lotus-Mercedes         | 1 min 21 s 520   | 1 min 21 s 261   |                  |
| 14                                                                                        | Marcus Ericsson  | Sauber-Ferrari         | 1 min 21 s 299   | 1 min 21 s 544   |                  |
| 15                                                                                        | Kimi Räikkönen   | Ferrari                | 1 min 21 s 422   | 1 min 22 s 494   |                  |
| 16                                                                                        | Fernando Alonso  | McLaren-Honda          | 1 min 21 s 779   |                  |                  |
| 17                                                                                        | Felipe Nasr      | Sauber-Ferrari         | 1 min 21 s 788   |                  |                  |
| 18                                                                                        | Alexander Rossi  | Manor Marussia-Ferrari | 1 min 24 s 136   |                  |                  |
| 19                                                                                        | Will Stevens     | Manor Marussia-Ferrari | 1 min 24 s 386   |                  |                  |
| Temps minimal à réaliser pour la qualification : 1 min 26 s 067 (107 % de 1 min 20 s 436) |                  |                        |                  |                  |                  |
| Nq.                                                                                       | Jenson Button    | McLaren-Honda          | Pas de temps     |                  |                  |

- Jenson Button, initialement non-qualifié, est autorisé par les commissaires à prendre le départ de la course depuis la dernière place de la grille. Sa pénalité d'un recul de 70 places après l'installation de nouveaux éléments sur son moteur, ne change rien à sa position de départ[19] ;
- Kimi Räikkönen, auteur du quinzième temps des qualifications, est pénalisé d'un recul de 35 places sur la grille (5 places pour un changement de boîte de vitesses et 30 pour l'utilisation d'un nouveau turbocompresseur, d'un nouveau MGU-H, d'une nouvelle batterie et d'une nouvelle centrale électronique). Il s'élance de la dix-neuvième place[20] ;
- Fernando Alonso, auteur du seizième temps des qualifications, est pénalisé d'un recul de 15 places sur la grille après l'installation de nouveaux éléments sur son moteur. Il s'élance de la dix-huitième place après la pénalité de Räikkönen[20].

## Course

### Déroulement de l'épreuve

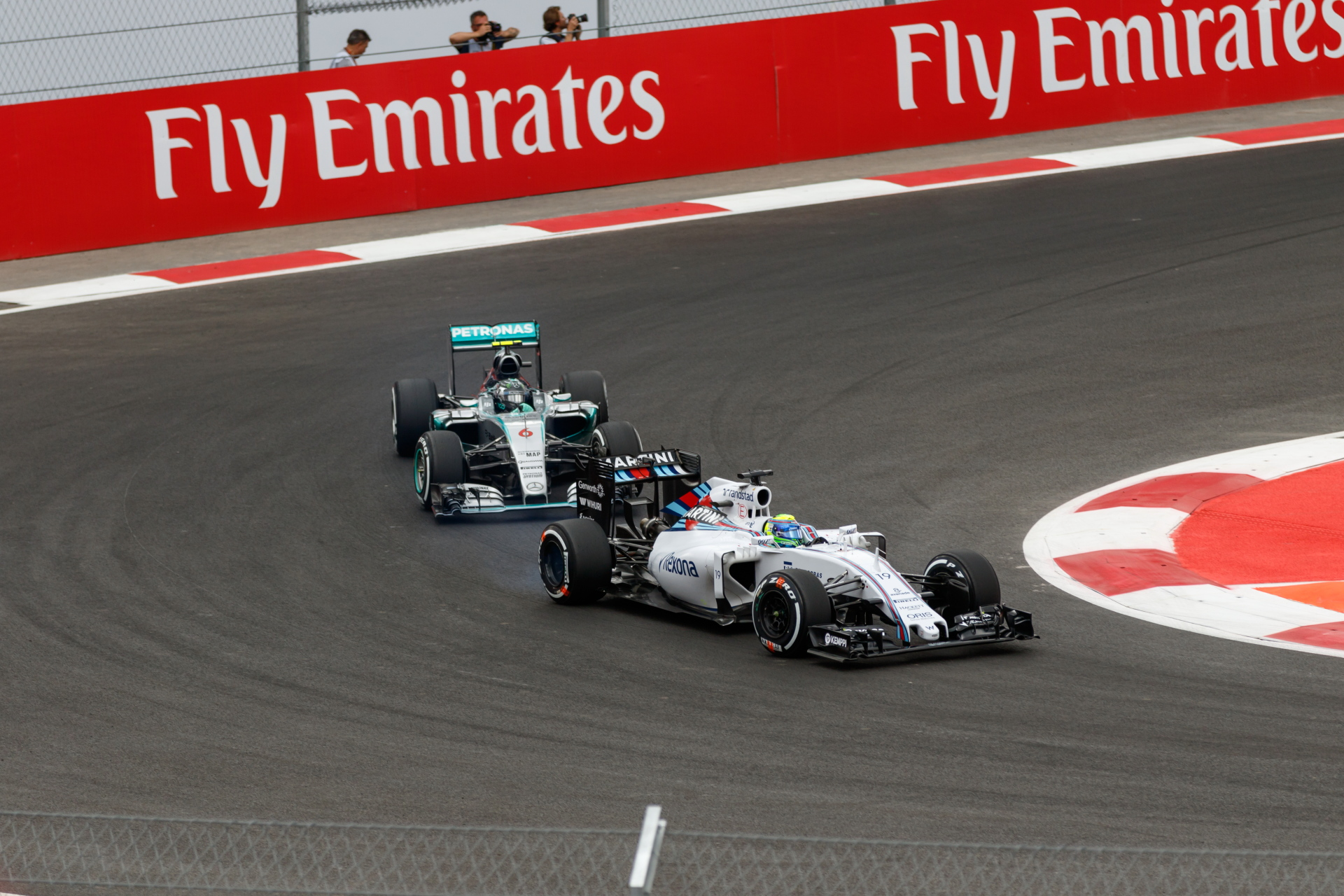
Rosberg et Massa à Mexico en 2015.

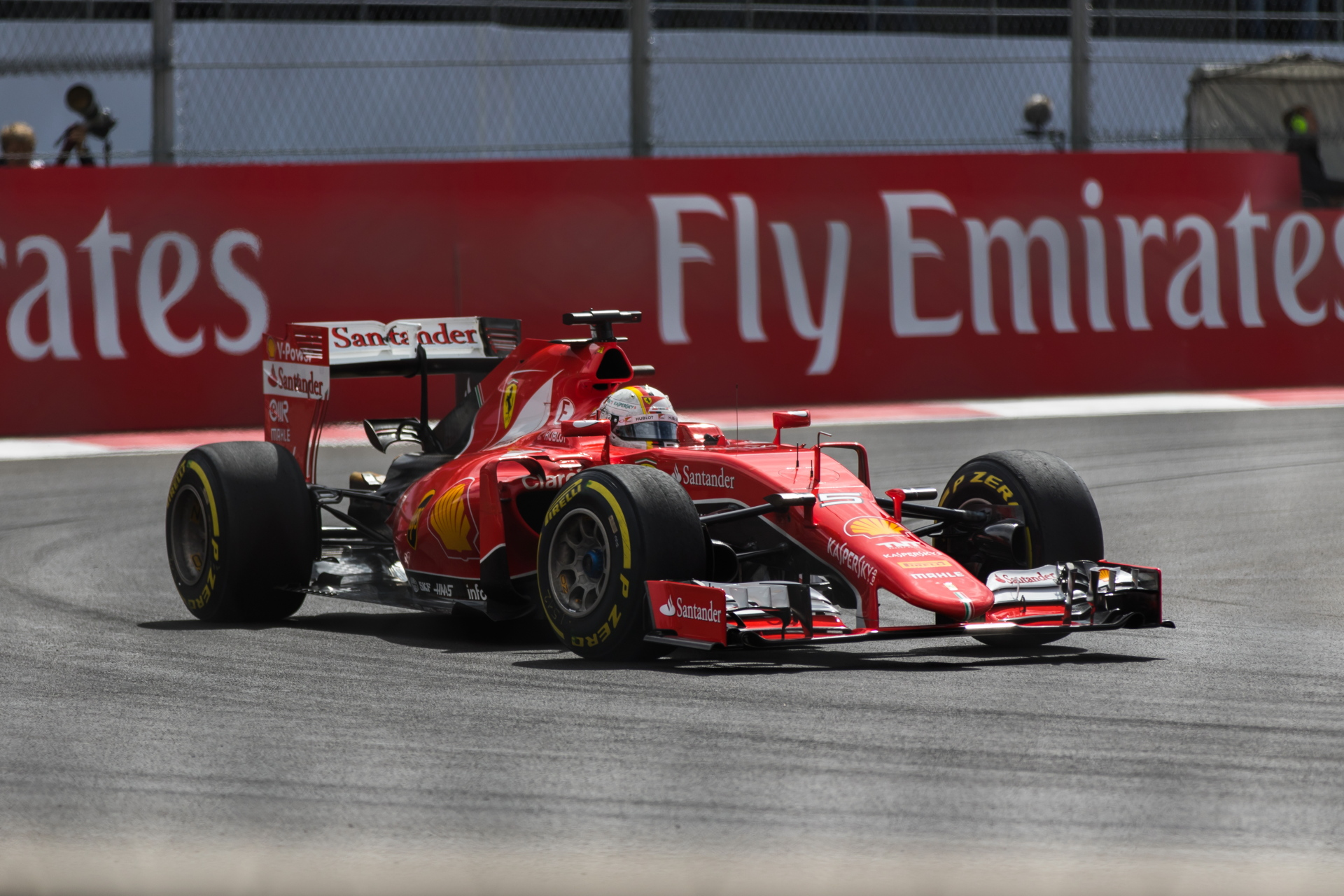
Vettel abandonne à Mexico en 2015.

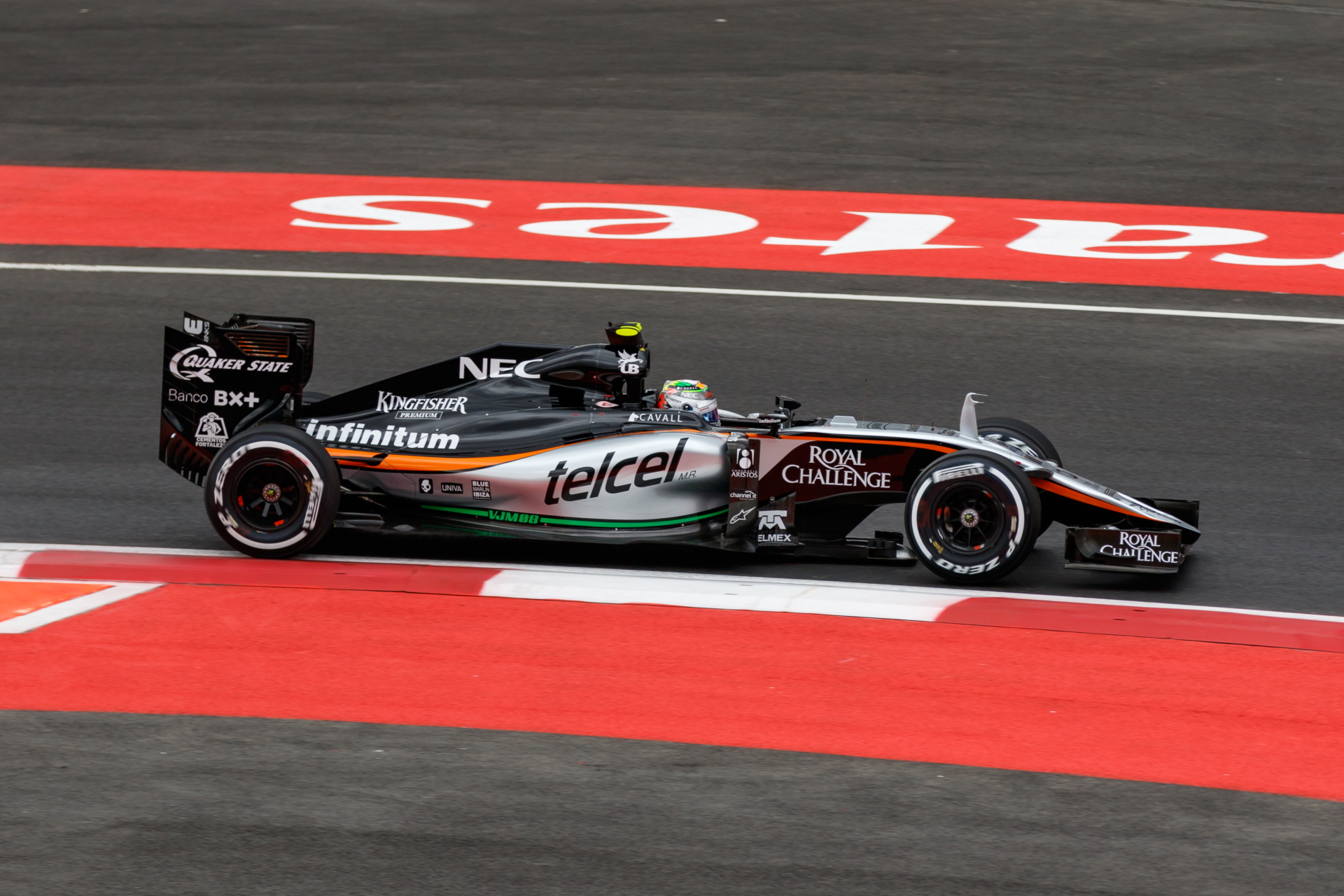
Sergio Pérez, pour son Grand Prix national,en 2015.

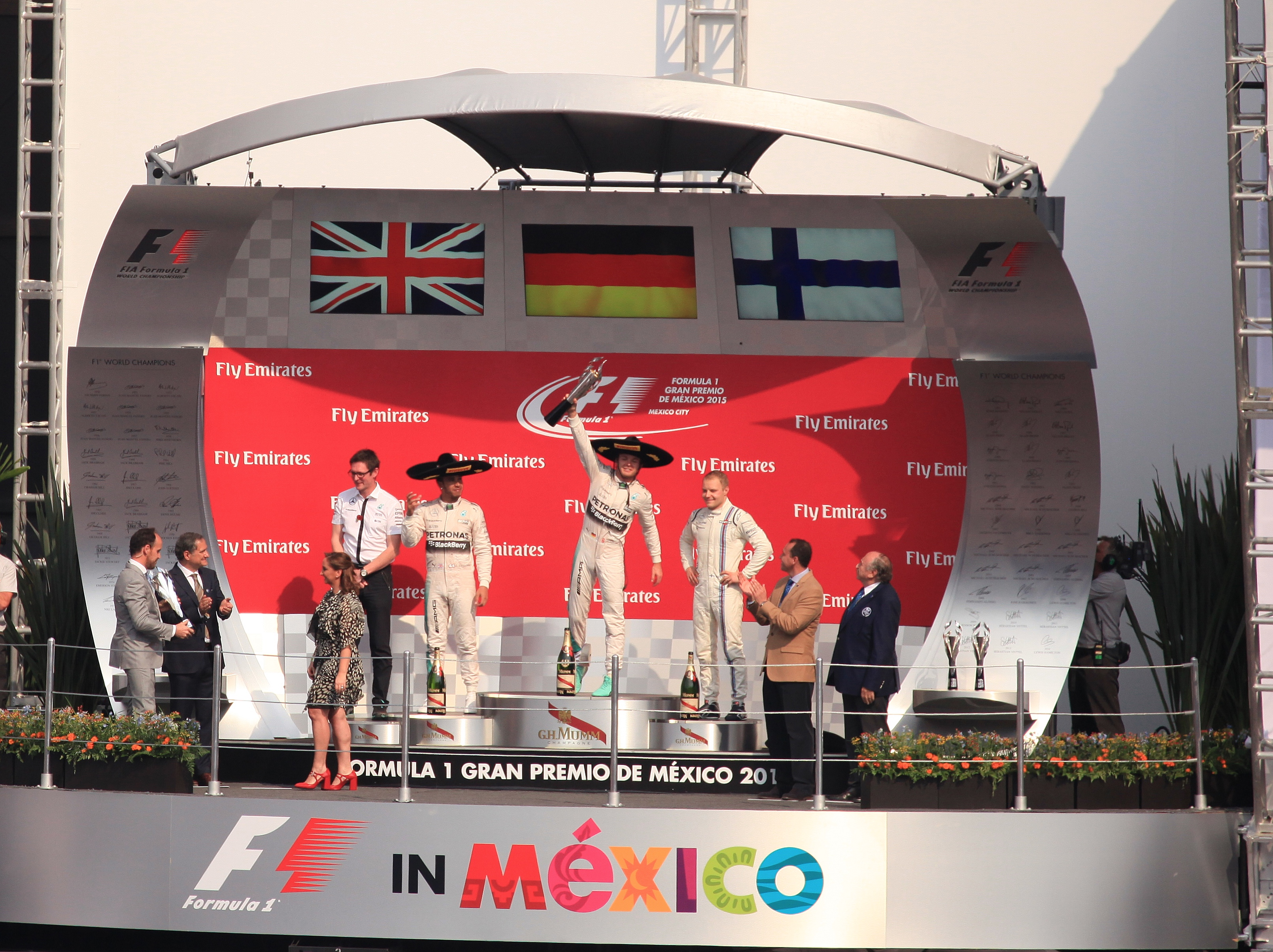
Rosberg, sur le podium, devant Hamilton et Bottas.

Le soleil brille et il fait chaud au départ du Grand Prix du Mexique, donné devant plus de 120 000 spectateurs. À l'extinction des feux, Nico Rosberg conserve l'avantage procuré par sa pole position tandis que Sebastian Vettel, parti de la troisième place, s'incline sur une attaque de Daniil Kvyat dès les premiers mètres ; Daniel Ricciardo, sur la seconde Red Bull RB11, touche ensuite la Ferrari de l'Allemand dans le virage et provoque sa crevaison. Vettel, au ralenti, est dépassé par l'ensemble du peloton et chausse un train de pneus durs au terme de son premier passage ; Fernando Alonso, dont les rapports de boîte de vitesses ne passent pas correctement, le rejoint dans la voie des stands pour abandonner. À l'issue du premier tour,  Rosberg devance son coéquipier Lewis Hamilton, Kvyat, Ricciardo, Valtteri Bottas, Max Verstappen, Felipe Massa, Sergio Pérez, Nico Hülkenberg et Carlos Sainz Jr.,,.
Alors que les commissaires de courses concluent que le contact entre Vettel et Ricciardo n'est qu'un simple fait de course, Rosberg porte son avance sur son coéquipier à plus d'une seconde pour éviter qu'il active son aileron arrière mobile. Au quatrième tour, Bottas tente de passer Ricciardo dans la ligne droite mais l'Australien, en zigzaguant, résiste suffisamment. Kimi Raïkkönen, malgré un problème de surchauffe de ses freins, double les deux Sauber C34 et remonte à la treizième place. Dès le huitième tour, Bottas chausse les pneus durs dans le but de réaliser l'undercut sur les deux Red Bull qui le précédaient mais le choix stratégique de Williams F1 Team paraît contestable car si Massa et Hülkenberg l'imitent au tour suivant, les pilotes de tête vont réussir à boucler quinze tours de plus avec leurs pneus du départ,,.
Après dix tours, les Mercedes ont plus de 7 secondes d'avance sur les Red Bull. Raïkkönen, après avoir dépassé Pastor Maldonado et Romain Grosjean, entre dans la zone des points. En pneus neufs, les Williams remontent peu à peu au classement tandis que Pérez, sixième, est désormais sous la pression directe de Sainz. Au quinzième tour, Rosberg dispose de 2 secondes d'avance sur Hamilton ; suivent Kvyat, Ricciardo, Verstappen, Pérez, Raïkkönen, Bottas, Massa et Hülkenberg. Loin derrière, Vettel tourne dans le même rythme que les Mercedes et remonte jusqu'à la onzième place lorsque, dans le dix-huitième tour, il part en tête-à-queue dans les esses du second secteur et rechute au seizième rang,,. 
Pérez, qui s'est arrêté pour chausser les pneus durs, ressort onzième, derrière Sainz qui l'a passé au freinage. Vettel se plaint d'un méplat sur son pneu tandis qu'au vingtième tour Rosberg porte son avance à 3 secondes sur son coéquipier. Comme à Sotchi un peu plus tôt dans la saison, Bottas et Räikkönen s'accrochent, au vingt-troisième passage : Bottas, derrière, tient la ligne intérieure en entrant dans le virage no 6 lorsque Räikkönen referme la porte ; il ne peut éviter un contact avec la roue arrière-droite de la Ferrari et provoque l'abandon de Räikkönen dont la suspension est brisée. Une nouvelle fois, les commissaires concluent à un simple incident de course,,.
Au vingt-septième passage, Rosberg cède le commandement, le temps de chausser les pneus durs. Hamilton s'arrête au tour suivant et ressort second, avec 3 secondes de retard. Il enchaîne alors les meilleurs tours en course pour mettre la pression sur Rosberg. Dans le peloton, Vettel, qui souffre avec ses pneus usés, ne peut pas dépasser Maldonado. Pérez, dixième, attaque les Toro Rosso STR10 de Verstappen et Sainz qui part à la faute en défendant sa position ; ayant coupé la piste, il laisse passer Pérez dans le stadium, devant une foule survoltée. Après trente-cinq tours, alors que tous les pilotes ont effectué leur premier arrêt, Rosberg devance Hamilton, Kvyat, Bottas, Massa, Ricciardo, Hülkenberg, Verstappen, Pérez et Sainz,,.
Au tour suivant, Rosberg possède encore 2 secondes d'avance sur son coéquipier ; Vettel s'arrête une deuxième fois, repart en pneus durs en quatorzième position et se fait prendre un tour par Rosberg. Pérez remonte sur Verstappen alors qu'en tête, les Mercedes ont presque 30 secondes d'avance sur Kvyat. Hamilton réalise le meilleur tour mais Rosberg réplique trois boucles plus tard et porte son avance à 3 secondes. Au quarante-septième tour, Rosberg surprend tout le monde en s'arrêtant à nouveau pour chausser les pneus durs. Il se plaint de ce changement, qui pourrait favoriser son coéquipier, auprès de ses ingénieurs qui intiment dans la foulée à Hamilton de faire de même peu après. Hamilton ne souhaite pas s'arrêter, estimant que ses pneus peuvent aller au bout ; son ingénieur obtient finalement gain de cause et le champion du monde coopère en râlant. Plus loin derrière, Kvyat, Bottas, Massa et Ricciardo se tiennent en moins de 7 secondes. Au cinquantième tour, Ricciardo est revenu dans le sillage de Felipe Massa, à l'agonie avec ses pneus, et le passe au tour suivant pour le gain de la cinquième place. Dans le même temps, Pérez profite d'une erreur de Verstappen pour le dépasser dans le stadium,,.
Au tour suivant, Vettel perd le contrôle de sa Ferrari SF15-T et s'encastre dans le muret de protection, provoquant la sortie de la voiture de sécurité. Kvyat, Ricciardo et Massa en profitent pour s'arrêter tandis que Bottas s'arrête au tour suivant. Derrière la voiture de sécurité, Rosberg précède Hamilton, Kvyat, Bottas, Ricciardo, Massa, Hülkenberg, Pérez, Verstappen et Grosjean. Lorsque la course est relancée, après cinq tours au ralenti, Bottas dépasse Kvyat au premier freinage alors que les deux Mercedes font une légère excursion hors-piste, sans dommage. Felipe Nasr, victime de problèmes de freins, abandonne. Bottas, bien que plus lent que les Red Bull, garde sa position grâce à sa bonne vitesse de pointe. Hamilton peine à se rapprocher de Rosberg qui améliore le meilleur tour en course au soixante-huitième passage et remporte sa quatrième course de la saison en obtenant le premier hat trick de sa carrière. Hamilton assure un nouveau doublé pour Mercedes tandis que Valtteri Bottas termine troisième. Kvyat et Ricciardo terminent quatrième et cinquième, devant Massa ; suivent pour les points Hülkenberg, Pérez, Verstappen et Grosjean,,. 

### Classement de la course
| Pos. | no | Pilote           | Écurie                 | Tours | Temps/Abandon                      | Grille | Points |
| ---- | -- | ---------------- | ---------------------- | ----- | ---------------------------------- | ------ | ------ |
| 1    | 6  | Nico Rosberg     | Mercedes               | 71    | 1 h 42 min 35 s 038 (178,597 km/h) | 1      | 25     |
| 2    | 44 | Lewis Hamilton   | Mercedes               | 71    | + 1 s 954                          | 2      | 18     |
| 3    | 77 | Valtteri Bottas  | Williams-Mercedes      | 71    | + 14 s 529                         | 6      | 15     |
| 4    | 26 | Daniil Kvyat     | Red Bull-Renault       | 71    | + 16 s 572                         | 4      | 12     |
| 5    | 3  | Daniel Ricciardo | Red Bull-Renault       | 71    | + 19 s 682                         | 5      | 10     |
| 6    | 19 | Felipe Massa     | Williams-Mercedes      | 71    | + 21 s 493                         | 7      | 8      |
| 7    | 27 | Nico Hülkenberg  | Force India-Mercedes   | 71    | + 25 s 860                         | 10     | 6      |
| 8    | 11 | Sergio Pérez     | Force India-Mercedes   | 71    | + 34 s 343                         | 9      | 4      |
| 9    | 33 | Max Verstappen   | Toro Rosso-Renault     | 71    | + 35 s 299                         | 8      | 2      |
| 10   | 8  | Romain Grosjean  | Lotus-Mercedes         | 71    | + 37 s 934                         | 12     | 1      |
| 11   | 13 | Pastor Maldonado | Lotus-Mercedes         | 71    | + 38 s 538                         | 13     |        |
| 12   | 9  | Marcus Ericsson  | Sauber-Ferrari         | 71    | + 40 s 180                         | 14     |        |
| 13   | 55 | Carlos Sainz Jr. | Toro Rosso-Renault     | 71    | + 48 s 772                         | 11     |        |
| 14   | 22 | Jenson Button    | McLaren-Honda          | 71    | + 49 s 214                         | 20     |        |
| 15   | 53 | Alexander Rossi  | Manor Marussia-Ferrari | 69    | + 2 tours                          | 16     |        |
| 16   | 28 | Will Stevens     | Manor Marussia-Ferrari | 69    | + 2 tours                          | 17     |        |
| Abd. | 12 | Felipe Nasr      | Sauber-Ferrari         | 57    | Freins                             | 15     |        |
| Abd. | 5  | Sebastian Vettel | Ferrari                | 50    | Accident                           | 3      |        |
| Abd. | 7  | Kimi Räikkönen   | Ferrari                | 21    | Accrochage avec Bottas             | 19     |        |
| Abd. | 14 | Fernando Alonso  | McLaren-Honda          | 1     | Perte de puissance                 | 18     |        |

### Pole position et record du tour
- Pole position :  Nico Rosberg (Mercedes) en 1 min 19 s 480 (194,947 km/h)[25].
- Meilleur tour en course :  Nico Rosberg (Mercedes) en 1 min 20 s 521 (194,427 km/h) au soixante-septième tour[26].

### Tours en tête
- Nico Rosberg : 65 tours (1-25 / 29-45 / 49-71)[27]
- Lewis Hamilton : 6 tours (26-28 / 46-48)

## Classements généraux à l'issue de la course
| Pos.     | Pilote           | Écurie               | Points |
| -------- | ---------------- | -------------------- | ------ |
| Champion | Lewis Hamilton   | Mercedes             | 345    |
| 2        | Nico Rosberg     | Mercedes             | 272    |
| 3        | Sebastian Vettel | Ferrari              | 251    |
| 4        | Valtteri Bottas  | Williams-Mercedes    | 126    |
| 5        | Kimi Räikkönen   | Ferrari              | 123    |
| 6        | Felipe Massa     | Williams-Mercedes    | 117    |
| 7        | Daniil Kvyat     | Red Bull-Renault     | 88     |
| 8        | Daniel Ricciardo | Red Bull-Renault     | 84     |
| 9        | Sergio Pérez     | Force India-Mercedes | 68     |
| 10       | Max Verstappen   | Toro Rosso-Renault   | 47     |
| 11       | Romain Grosjean  | Lotus-Mercedes       | 45     |
| 12       | Nico Hülkenberg  | Force India-Mercedes | 44     |
| 13       | Felipe Nasr      | Sauber-Ferrari       | 27     |
| 14       | Pastor Maldonado | Lotus-Mercedes       | 26     |
| 15       | Carlos Sainz Jr. | Toro Rosso-Renault   | 18     |
| 16       | Jenson Button    | McLaren-Honda        | 16     |
| 17       | Fernando Alonso  | McLaren-Honda        | 11     |
| 18       | Marcus Ericsson  | Sauber-Ferrari       | 9      |

| Pos.     | Écurie               | Points |
| -------- | -------------------- | ------ |
| Champion | Mercedes             | 617    |
| 2        | Ferrari              | 374    |
| 3        | Williams-Mercedes    | 243    |
| 4        | Red Bull-Renault     | 172    |
| 5        | Force India-Mercedes | 112    |
| 6        | Lotus-Mercedes       | 71     |
| 7        | Toro Rosso-Renault   | 65     |
| 8        | Sauber-Ferrari       | 36     |
| 9        | McLaren-Honda        | 27     |

## Statistiques
Le Grand Prix du Mexique 2015 représente :
- la 20e pole position de sa carrière pour Nico Rosberg, sa cinquième cette saison[30] ;
- la 12e victoire de sa carrière en Formule 1 pour Nico Rosberg, sa quatrième cette saison[31] ;
- le 1er hat-trick de sa carrière pour Nico Rosberg[32] ;
- la 43e victoire pour Mercedes en tant que constructeur[33] ;
- le 26e doublé pour Mercedes en tant que constructeur[34] ;
- la 129e victoire pour Mercedes en tant que motoriste[35].

Au cours de ce Grand Prix :
- La Scuderia Ferrari connaît son premier double abandon (aucune voiture classée à l'arrivée) depuis le Grand Prix d'Australie 2006 (soit 181 Grands Prix)[36] ;
- Danny Sullivan (15 Grands Prix chez Tyrrell Racing en 1983 (2 points), second de la Race of champions 1983, vainqueur des 500 miles d'Indianapolis 1985 et champion CART 1988) est nommé conseiller des commissaires de course[37].